# Danielle Goyette
Pour les articles homonymes, voir Goyette.
Temple de la renommée : 2017
Temple de la renommée de l'IIHF : 2013
Danielle Goyette, née le 30 janvier 1966 à Saint-Nazaire-d'Acton (Québec, Canada), est une ancienne joueuse de hockey sur glace canadienne. Elle occupe actuellement le poste d'entraîneuse de l'équipe féminine de hockey de l'université de Calgary.

## Carrière
Danielle Goyette a été membre de l'équipe du Canada de hockey sur glace féminin pendant 16 ans, avant de prendre officiellement sa retraite le 16 janvier 2008. Son dernier match remonte toutefois au 10 avril 2007 à Winnipeg. Au cours de sa carrière au sein de l'équipe nationale, elle a marqué 113 buts et amassé 105 mentions d'aide en 171 parties.
En 2006, elle a été sélectionnée pour porter le drapeau du Canada lors de la cérémonie d'ouverture des Jeux olympiques d'hiver de 2006 à Turin, Italie.
Danielle Goyette a gagné trois médailles olympiques, l'or à Turin (2006) et Salt Lake City (2002) et l'argent à Nagano (1998).

## Jeux olympiques
- 1998 - Nagano, Japon -
- 2002 - Salt Lake City, États-Unis -
- 2006 - Turin, Italie -

## Championnats du monde
- 1992 - Tampere, Finlande -
- 1994 - Lake Placid, États-Unis -
- 1997 - Kitchener, Canada -
- 1999 - Espoo, Finlande -
- 2000 - Mississauga, Canada -
- 2001 - Minneapolis, États-Unis -
- 2004 - Halifax, Canada  -
- 2005 - Linköping, Suède -
- 2007 - Winnipeg, Canada  -

## Distinction
- 2006 - Médaille de l'Assemblée nationale[2]